# 久爾久拉山脈
36°26′51″N 04°13′42″E / 36.44750°N 4.22833°E

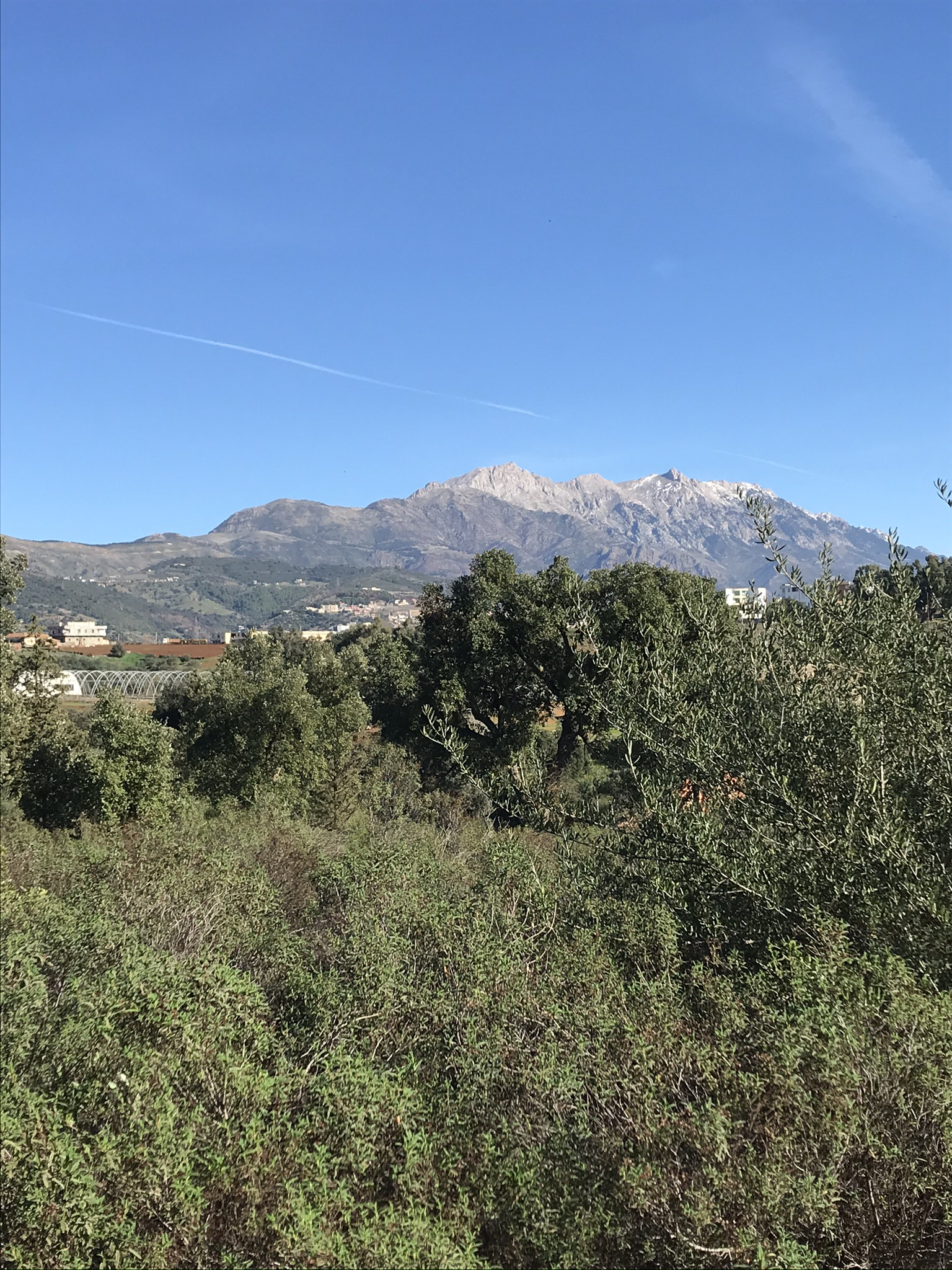

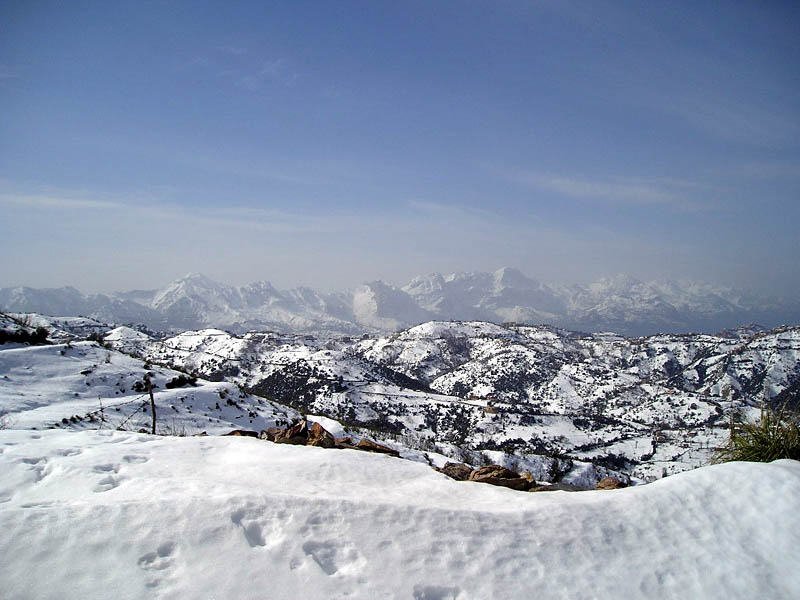

久爾久拉山脈（阿拉伯语：‎），是阿爾及利亞的山脈，位於該國北部卡比利亞地區，屬於泰勒阿特拉斯山脈的一部分，山體在侏羅紀時期形成，最高點海拔高度2,308米。